# Pilosium chlorophyllum
Pilosium chlorophyllum är en bladmossart som beskrevs av C. Müller in Brotherus 1897. Pilosium chlorophyllum ingår i släktet Pilosium och familjen Hookeriaceae. Inga underarter finns listade i Catalogue of Life.